# Konrad Tanner (Geistlicher)
Konrad Tanner, OSB (* 29. Dezember 1752 in Arth als Jodocus Meinrad Tanner; † 7. April 1825 in Einsiedeln) war ein Schweizer römisch-katholischer Benediktinerpater und Abt des Klosters Einsiedeln.

## Leben
Konrad Tanner war der Sohn von Josef Meinrad Tanner, Schulvogt und dessen Ehefrau Maria Elisabeth, geb. von Hospenthal. Nachdem sein Vater bereits im Alter von 46 Jahren verstarb, sorgte der Landammann Josef Viktor Lorenz von Hettlingen für die Familie.
Er besuchte die Klosterschule des Klosters Einsiedeln und trat 1770 in das Kloster ein; am 8. September legte er als Frater Konrad seine heilige Profess ab und erhielt am 24. Mai 1777 seine Priesterweihe.
Nach Abschluss seines Theologiestudiums wurde er Lehrer an der Klosterschule und 1781 Theologielehrer für die Fratres, 1782 wurde er durch Abt Beat Küttel zum Präzeptor am Gymnasium in der Residenz in Bellinzona ernannt.
Anfang Oktober 1787 kehrte er in das Kloster Einsiedeln zurück und wurde Leiter der Stiftsbibliothek. Er führte eine Neuordnung und Katalogisierung des Bestandes durch und wurde vom Abt Beat in andere Klosterbibliotheken entsandt, um sich diese anzusehen.
Im November 1789 erfolgte seine Ernennung zum Propst in Bellinzona. Aufgrund seiner umsichtigen Amtsführung im Wirtschaftsbetrieb und als Oberer über die Patres und Schüler wurde er 1795 durch den Abt Beat als Stiftsstatthalter in das Kloster Einsiedeln zurückberufen.
Nach der Abreise von Abt Beat, der 1798, kurz vor der französischen Besetzung und Plünderung des Klosters Einsiedeln, geflohen war, übernahm Konrad Tanner die Führung und Leitung des Klosters und organisierte die Fluchtvorbereitungen des Konvents und folgte am 2. Mai 1798 Abt Beat in das österreichische Exil in die Propstei Sankt Gerold, wandte sich aber dann nach Konstanz und Petershausen. Er führte mit Pater Isidor Moser die Verhandlungen über eine Besiedlung des Klosters Reichenau und versuchte im Herbst wieder in die Schweiz zu kommen, allerdings wurde ihm die Erlaubnis hierzu versagt. Erst am 22. Mai 1799 erhielt er vom General Friedrich von Hotze einen Pass, um nach Einsiedeln zurückkehren zu können und erreichte das Kloster am 15. Juni, worauf ihm die Wiederherstellung des Klosters unterstellt wurde. Am 8. August nahm er den Bewohnern von Reichenburg, auf deren Verlangen, den Eid der Treue und des Gehorsams wieder ab, den sie bereits vorher als Untertanen des Klosters Einsiedeln zu leisten hatten. Am 14. August 1799 musste er jedoch mit seinen Mitbrüdern das Kloster wieder verlassen und ging zunächst zum Schloss Freudenfels in der Gemeinde Eschenz, dann zur Burg Oberstaad und von da aus nach Petershausen.
Im Oktober 1799 erhielt er vom Abt Beat den Auftrag, das Gnadenbild, das Haupt des hl. Meinrad und die Pontifikalornate nach Tirol zu bringen. Er hielt sich darauf zuerst im Kapuzinerkloster Imst auf und blieb bis Mai 1800, dann musste er weiterflüchten und hielt sich im Franziskanerkloster Hall in Tirol auf, musste dann aber weiter nach Bruneck im Pustertal, wo er Aufnahme beim dortigen Bürgermeister Fritz von Buol fand, flüchten. Nach einem Aufenthalt von drei Monaten ging die Flucht nach Linz weiter und als die Franzosen in die Steiermark und Kärnten einrückten, sandte er das Gnadenbild, das Haupt des hl. Meinrad und die Pontifikalornate durch den Kaufmann Oberhuber nach Triest. Er hielt sich in Linz bis zum Abschluss des Friedens von Luneville auf und begab sich im Februar 1801 zum Kloster Wilten bei Innsbruck, wohin ihm das Gut aus Triest nachgesandt wurde. Nach acht Monaten kehrte er nach St. Gerold zurück, wo er am Vorabend des St. Meinradstages 1802, der am 21. Januar begangen wird, mit dem Haupt des hl. Meinrad eintraf; kurz danach erfolgte seine Ernennung zum Pfarrer von St. Gerold; im gleichen Jahr wurde St. Gerold jedoch dem Fürsten Friedrich Wilhelm von Nassau-Weilburg zugesprochen, allerdings wurde Konrad von Tanner in seinem Amt belassen und er erhielt eine jährliche Pension von 300 Gulden, die ihm bis zu seinem Lebensende ausbezahlt wurde.

### Abt
1806 wurde er als Novizenmeister in das Kloster Einsiedeln zurückgerufen, aber am 18. Mai 1808 starb Abt Beat und am 30. Mai 1808 wurde Konrad IV. Tanner zu seinem Nachfolger gewählt. Am 11. September 1808 empfing er durch den apostolischen Nuntius Fabrizio Sceberras Testaferrata, assistiert von Januarius Frei vom Kloster Rheinau und Augustin Bloch (1751–1815) vom Kloster Fischingen die feierliche Benediktion.

#### Bautätigkeiten

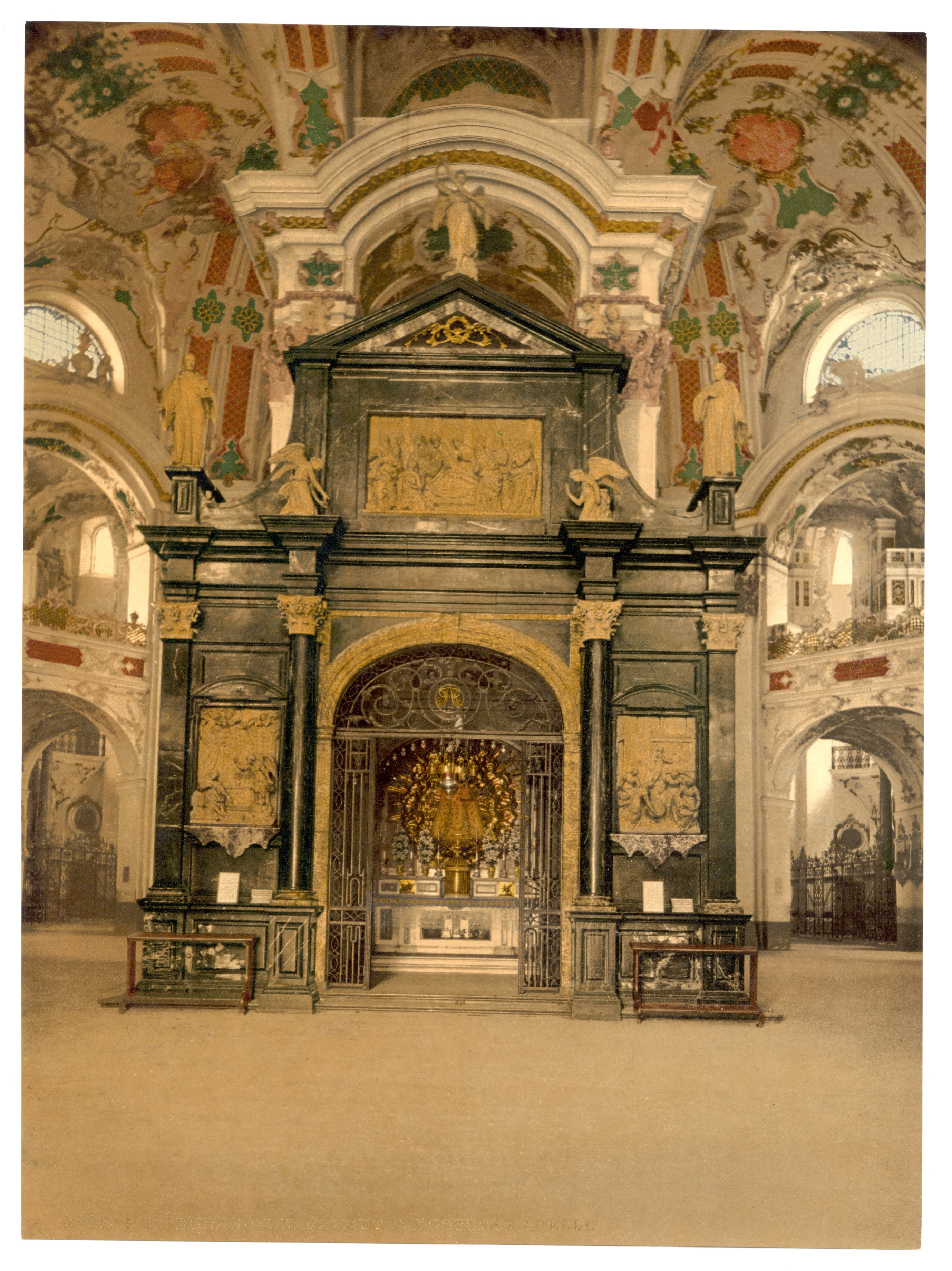
Gnadenkapelle (um 1900)

Unter seiner Leitung wurden die meisten von den Franzosen entweihten Altäre wieder restauriert und er liess die Gnadenkapelle wieder aufbauen; hierzu entwarfen Bruder Jakob Natter (1753–1815) und der Maler Meinrad Birchler (1765–1838) die Pläne und legten diese dem Mailänder Architekten Luigi Cagnola vor. 1816 wurde mit dem Bau begonnen, wobei man nach Möglichkeit das Material der alten Kapelle benutzte; durch den Bildhauer Franz Abart erhielt die Kapelle ihren äusseren Schmuck. Das Gnadenbild, das bisher auf einem Notaltar zwischen den beiden Pfeilern aufgestellt war, wurde auf den St. Annaaltar übertragen; 1817 wurde der Neubau vollendet und am Abend des 11. September trug Abt Konrad das Gnadenbild an seinen neuen Platz, am 12. sang man zum ersten Male seit der Revolution wieder das Salve Regina und am Engelweihtag selber, zu dem der päpstliche Nuntius Antonius Zeno erschienen war, wurde die Kapelle wieder bezogen, hierzu kamen 20.000 Besucher.
Auch der Hochaltar wurde 1821 renoviert und am 2. September neu konsekriert, ebenso die beiden grossen Altäre neben der Gnadenkapelle.
Die Paramentenkammer, die durch die Franzosen besonders in Mitleidenschaft gezogen worden war, bereicherte er durch viele Neuanschaffungen. Für den Hochaltar liess er neue, versilberte Leuchter bei Neyer in Bludenz anfertigen und die Orgeln liess er zum Teil neu aufstellen, zum Teil renovieren. Ihm lag auch die Pflege der Wissenschaften sehr am Herzen und er liess den Klerikern Unterricht in Physik, höherer Mathematik und Hebräisch erteilen; er sandte Patres in die französische Schweiz oder nach Frankreich, um sich in der französischen Sprache auszubilden. In der Bibliothek sorgte er vor allem dafür, dass die Schweizergeschichte gepflegt wurde, aber auch auf die Klostergeschichte war er bedacht, so sollten die einzelnen Patres ihre Erlebnisse während des Exils aufzeichnen und Pater Cölestin Müller (1722–1846) eine allgemeine Darstellung der damaligen Vorgänge geben. Die alte Klosterchronik wurde 1823 durch Pater Josef Tschudi (1791–1844) neu herausgegeben. Er achtete darauf, dass die Klosterschule mit gutem Lehrpersonal ausgestattet wurde und dass die Naturwissenschaft mehr Berücksichtigung fand; hierzu liess er auch eine Sammlung von physikalischen Apparaten und Mineralien anlegen.
Der Kirchenplatz und die Kramgasse wurden ebenfalls restauriert, ebenso 1813 die St. Gangulfs- und 1823 die Friedhofskapelle auf dem Platz. Auch an den Ökonomiegebäuden im Stift und anderer Gebäude waren weitere Reparaturen notwendig.
Der Bau einer neuen Pfarrkirche und eines neuen Pfarrhauses in Kaltbrunn legte dem Kloster ebenfalls grosse Opfer auf; das Kloster Einsiedeln steuerte für den Chor mit dem Hochaltar 7.000 Gulden bei und es stiftete auch das wertvolle Hochaltar-Bild, das 1738 von Franz Josef Spiegler aus Konstanz gemalt wurde, dazu kamen noch 5.000 Gulden für das Pfarrhaus. Für die Verbesserung und teilweise Neuanlage der Etzelstrasse, ein kurzes Teil des Handelsweges zwischen Rapperswil und Einsiedel, auf dem auch Pilger von Zürich zur Schwarzen Madonna im Kloster Einsiedeln gelangten, musste das Stift 1820 über 14.000 Gulden auslegen. Im Stifte legte er, um grössere Ersparnisse zu machen, eine Wollfabrik an.
Abt Konrad liess auch die Klosterwaldungen neu vermessen.

#### Finanzen
Als er sein Amt antrat, fand er ein Klostervermögen von 3.920 Gulden vor, von diesen wurde seit 1804 eine jährliche Abgabe an Schwyz entrichtet; es gelang ihm, einen Nachlass von 300 Louis d’or, das entsprach der Hälfte, zu erreichen, so dass in der Folge nur noch diese Summe gezahlt wurde. Als 1815 das Ende der Mediation kam, hielt er den Vertrag von 1804 für erloschen und zahlte nichts mehr, denn die neue Bundesverfassung, der Fünfzehnervertrag, enthielt die Bestimmung, dass die Klöster wie anderes Privatgut den Steuern und Abgaben unterworfen sein sollten, allerdings gab es damals ausser den Kriegssteuern, die gelegentlich erhoben wurden, keine regelmässigen direkten Steuern, die indirekten hatte das Kloster wie jeder andere zu entrichten. Zu dieser Belastung kamen noch die Steuern und ausserordentlichen Beiträge, die im Kanton Schwyz für die Schlossanlage Pfäffikon, in andern Kantonen für die dort liegenden Güter erhoben wurden und die indirekt auch die Abteikasse belasteten.
Als 1813, um die Kosten der Grenzbesetzung bestreiten zu können, eine Kriegssteuer erhoben wurde, gab der Abt freiwillig 150 Louis d’or und lieh weitere 100 Louis d’or zur Anschaffung von Waffen für das Zeughaus. Für Strassenverbesserungen gab er 1815 2000 Gulden und bald darauf nochmals 94 Louis d’or.
1809 erlegte die Kantonsregierung der Residenz Bellinzona ein Zwangsanleihen von 1.000 Mailänder Lire auf, dem folgte 1812 auch die Stadt; dadurch drohte 1816 zum ersten Mal die staatliche Inventarisation, dieses konnte er jedoch noch abwenden. Als man darauf drang, das Kloster möchte wieder, ähnlich wie zur Zeit der Mediation, jährlich eine bestimmte Summe entrichten, lehnte der Abt dies ab, übernahm aber dafür freiwillig die Bezahlung der Schuld des Kantons Gersau gegenüber, die 10.400 Gulden betrug.
In der Vergangenheit hatte das österreichische Kaiserhaus ein Anleihen in Höhe von 100.000 Gulden erhalten und Abt Konrad versuchte nun, diese Anleihe zurückzuerhalten. Hierzu betraute er 1808 den schweizerischen Geschäftsträger in Wien, Freiherr Ferdinand Müller von Mühlegg (1759–1824), mit dieser Angelegenheit, dieser kam jedoch bei den österreichischen Beamten nicht weiter, so dass sich Abt Konrad 1811 entschloss, Alois von Reding nach Wien zu senden, in der Hoffnung, dass dieser hochangesehene Mann etwas erreichen könnte. Dieser hielt sich vom 29. Oktober 1811 bis 22. Januar 1812 in Wien auf, erreichte jedoch trotz aller Audienzen bei Kaiser und Ministern nichts. 1813 wandte Alois von Reding sich an Klemens Wenzel Lothar von Metternich, als dieser sich in Freiburg im Breisgau aufhielt und als Kaiser Franz I. 1814 nach Basel kam, sprach er erneut bei ihm vor. Abt Konrad nahm die Hilfe des Papstes Pius VII. und die der Tochter des Kaisers, Marie-Louise von Österreich, der Gemahlin Napoleon Bonapartes in Anspruch. Bis zu seinem Lebensende erlebte Konrad Tanner nicht, dass das Geld zurückgezahlt wurde. Gelegentlich versuchte er auch St. Gerold zurückzuerhalten, aber weil er immer noch als Pfarrer von St. Gerold galt, der eine Pension bezog, zerschlugen sich auch diese Bemühungen; seine Stelle als Pfarrer liess er durch andere Patres vertreten, um so die Verbindung zu diesem alten Besitz, der für Einsiedeln vor allem als Zufluchtstätte grossen Wert hatte, aufrechtzuerhalten. Auch bei der Rückforderung des 1794, dem emigrierten Erzbischof von Paris Jean Baptiste Joseph Gobel, geliehenen Kapitals hatte man, trotz der Intervention der Bundesbehörden, keinen Erfolg.
Die Bürger von Reichenburg hatten 1814, nach dem Falle der Mediation, beschlossen, sich wieder an das Kloster Einsiedeln anzuschliessen, da man nicht gerne bei der March blieb. Abt Konrad war dem Plan nicht abgeneigt und so kam 1817 ein Vertrag zustande, der einen Teil der alten Fürstenherrlichkeit wieder aufleben liess; die daraus resultierenden Streitigkeiten wegen des Ehrenschatzes in der March konnten in Güte beigelegt werden.
Die Verhandlungen mit dem Vogt von Einsiedeln wegen den sogenannten Dreizertheilten Gütern, die so hießen, weil sie Allmende waren, bei denen der Abt das alte Miteigentumsrecht beanspruchte, führten zu einem jahrelangen Rechtsstreit, der am 19. November 1816 mit einem Vergleich endete, in dem beide Teile gleichberechtigtem Anteil gewährt wurde und die Verteilung des jährlichen Ertrages nach dem schon 1564 getroffenen Übereinkommen geregelt wurde.

#### Besuche
Während seiner Amtszeit erhielt der Stift Besuch von Fürst Karl von Hohenzollern-Sigmaringen (1810), König Maximilian I. Joseph von Bayern (1813), Grossfürst Nikolaus von Russland, der spätere Zar, Grossherzog Leopold von Baden und Exkaiserin Maria Louise von Frankreich (1814), Königin Hortense de Beauharnais mit ihrem Sohn Charles Louis Napoléon Bonaparte, dem späteren Napoleon III. (1816 und später noch mehrmals). Im Jahre 1819 kamen Eugen Beauharnais, Friedrich Wilhelm von Preussen, der spätere König und Kronprinz Ludwig von Bayern.

### Kurzzeitige Funktion als Bischof
Im Jahre 1812 schien aufgrund der politische Lage die Aufhebung des Bistums Chur wahrscheinlich. Daraufhin „benutzten die Urkantone diesen Anlaß, um, wie politisch, so auch kirchlich vom Auslande unabhängig zu werden“. Diesem Wunsch entsprechend ernannte der Papst „den Propst von Beromünster zum apostolischen Vikar. Um diesen provisorischen Zustand zu beseitigen, machte Schwyz 1816 den Vorschlag, Einsiedeln zu einem Bisthum der vier Waldstätte zu erheben. Rom stimmte bei und Abt Konrad Tanner wurde zum Bischof gewählt.“

### Präses der Benediktinerkongregation
Weil der bisherige Präses, der Abt Pankraz Vorster von St. Gallen, sich immer mehr von den Geschäften zurückzog, übertrug der Nuntius 1819 Abt Konrad die Leitung der schweizerischen Benediktinerkongregation; im gleichen Jahr lud er alle Äbte zu einer Versammlung nach Einsiedeln ein und am 24. Mai fanden sich die Äbte von Kloster Muri, Kloster Engelberg, Kloster Fischingen, Kloster Rheinau und Kloster Mariastein, sowie ein Vertreter des Klosters Pfäfers, wo kurz vorher der Abt gestorben war, ein; nur das Kloster Disentis war nicht vertreten. In dieser Versammlung wurde Abt Konrad zum 1. Visitator gewählt und bei den Verhandlungen drang man vor allem auf die Durchführung einer gewissen Uniformität in den Klöstern der Kongregation, nicht zuletzt auch auf dem Gebiete der Schule.
Im Jahre 1821 visitierte Abt Konrad die einzelnen Klöster; besonders das Stift Pfäfers bereitete schon damals grosse Schwierigkeiten. Durch die Entsendung eines Paters als Novizenmeister und Professor der Philosophie und Theologie hoffte Abt Konrad dort eine Wandlung herbeizuführen; aber nur allzu bald musste Pater Benedikt Müller (1793–1871), den der Abt mit dieser Aufgabe betraut hatte, den Umtrieben in Pfäfers weichen und wieder heimkehren.
Auf der zweiten Äbteversammlung im Kloster Muri vom 28. bis 30. Juli 1823, beriet man vorab über die Abänderung der alten Statuten.
Auf den 10. Oktober 1824 kam die Kongregation ein drittes Mal im Kloster Rheinau zusammen, wo man sich vor allem mit einer Klostergründung in Galizien, zu der man eingeladen worden war, befasste; doch zerschlug sich in der Folge dieser Plan.
Abt Konrad erfreute sich der Freundschaft mit Männern wie Alois von Reding, dem Gerichtspräsidenten des Bezirks Schwyz Karl Zay und dem bischöflichen Kommissar Thomas Fassbind (1755–1824).
Nach dem Tod von Konrad Tanner fand am 11. April 1825 die feierliche Beisetzung statt, die der Abt Ambros Bloch von Muri vornahm.

### Schriftstellerisches Wirken
Bereits 1786 veröffentlichte Konrad Tanner in zwei Bändern Versuche in Briefen unter jungen Schulfreunden aus einer Ennetbürgischen Pflanzschule und wollte damit Naturkindern zur Ermunterung etwas zum Buchstabieren, zum Lesen, zum Schreiben und zum Denken in die Hände geben. Diese Bücher, die anonym erschienen waren, kamen 1813 unter dem Titel Schulbriefe aus den Bergkantonen nebst einer Anleitung zum Brief schreiben bei Benziger & Eberle in Einsiedeln in zweiter und 1839 bei Marian Benziger durch P. Gall Morel in dritter Auflage heraus.
In seinem, erneut anonym, erschienenen Werk Vaterländische Gedanken über die mögliche gute Auferziehung der Jugend in der helvetischen Demokratie, stellt er den Unterricht von den ersten Anfängen über die Volksschule bis zu den höheren Schulen, dar. Er stellt dabei die eidgenössische Schule, heute staatsbürgerlicher Unterricht, und die ökonomische Schule, in der von Landwirtschaft, Ackerbau, Viehzucht, Handel und Gewerbe die Rede ist, dar.
In seinen Schriften regte er die Schaffung einer Volksbibliothek und einer Gelehrtenakademie an, war aber seiner Zeit weit voraus. 1853 gab Pater Morell sein Programm als Programm über vaterländische Erziehung wieder heraus. Seine Ideen und Anregungen wurden damals bereits von Karl Theodor von Dalberg und Johannes von Müller anerkannt.
Während seiner Zeit als Stiftsbibliothekar verfasste er gemeinsam mit Pater Sebastian Imfeld (1763–1837) eine Geschichte der berühmtesten Heiligen Gottes, die allerdings erst 1793 im Druck erschien; in diesem Werk wurde besonderes Gewicht auf die Darlegung der Glaubens- und Sittenlehre gelegt.
Während seiner Flucht war er weiterhin schriftstellerisch tätig und schrieb 1799 Gedanken über den Freiheitsbaum, das später unter dem Titel Kurze Gedanken für die jetzigen Zeiten, an die braven, biedern Tiroler. Am 4. November 1799 begann sein Werk Betrachtungen zur sittlichen Aufklärung im neunzehnten Jahrhundert sowohl für Geistliche als Weltleute, das überwiegend in St. Gerold entstand. Seine Schrift Betrachtungen auf Feste des Herrn und weitere veröffentlichte erst sein Nachfolger Abt Cölestin Müller im Druck.

„Die Schriften des sel. Abtes Konrad Tanner empfehlen sich durch Gründlichkeit, lichtvolle Ordnung und fromme kirchliche Haltung.“

## Mitgliedschaften
Konrad Tanner förderte auch die Herausgabe der Monumenta Germaniae, so dass er von der Gesellschaft pro aperiendis fontibus historiae medii aevi zum Ehrenmitglied ernannt wurde.

## Schriften (Auswahl)
- Versuche in Briefen unter jungen Schulfreunden aus einer Ennetbürgischen Pflanzschule. Basel, Johann Schweighauser 1786.
- Vaterländische Gedanken über die mögliche gute Auferziehung der Jugend in der helvetischen Demokratie. Zürich 1787.[5]
- Sebastian Imfeld; Konrad Tanner: Geschichte der berühmtesten Heiligen Gottes, 2. Teil. 1793.
- Kurze Gedanken für die jetzigen Zeiten, an die braven, biedern Tiroler. 1799.
- Betrachtungen zur sittlichen Aufklärung im neunzehnten Jahrhundert sowohl für Geistliche als Weltleute, I. Teil: Der sterbliche Mensch; II. Teil: Der fehlerhafte Mensch; III. Teil: Der reumütige Mensch; IV. Teil: Der tugendhafte Mensch. Augsburg, Doll 1804–1808.
- Bildung des Geistlichen durch Geistesübungen. Augsburg, Riger 1807.
- (postum): II. Band, die Festtage der Heiligen enthaltend. In: Betrachtungen auf die Festtage des Herrn und der Heiligen. Band II. Kranzfelder'sche Buch- und Musikalienhandlung, Augsburg 1831.[6]
- (postum): Von der künftigen Besserung. In: Cölestin Müller (Hrsg.): Über die Besserung. Eine christliche Hausmoral, zunächst für das Landvolk, aber auch für Gebildete. Band II. Wagner'sche Buchhandlung, Innsbruck 1832.[7]
- Betrachtungen über verschiedene Gegenstände sowohl für Geistliche, als Weltleute. Einsiedeln 1832.
- Der Verrather des Reiches Gottes oder das Wesen des Geizes und dessen verderbliche Wirkungen in der Menschheit. Regensburg 1838.